# Helix (Multimedia-Plattform)
Helix Technology war eine Familie von Multimedia-Software zur Produktion, Auslieferung und Wiedergabe von multimedialen Inhalten von dem US-amerikanischen Software-Unternehmen RealNetworks. Neben den Produkten der kommerziellen Helix Media Delivery Platform werden unter der Marke „Helix DNA“ jeweils quelloffene Basis-Varianten zu den kommerziellen Pendants angeboten, die seit Freigabe unter Mitarbeit der offenen „Helix Community“ weiterentwickelt werden.
RealNetworks erhoffte sich von der Freigabe eine bessere Marktposition gegenüber stärker werdenden Konkurrenzprodukten von Apple und Microsoft. Beide Produktlinien tragen jeweils die gleiche Versionsnummer.

## Helix Media Delivery Platform
- RealPlayer:
- Helix Server: zum Streamen von Audio- und Videodaten
- Helix Producer:

## Helix DNA
- Helix DNA Client
  - Helix Player
- Helix DNA Server: Im Gegensatz zum Helix Server, der kommerziellen Version, unterstützt der Helix DNA Server kein MPEG-4, Windows Media, Quicktime und 3GPP, sondern eignet sich lediglich zum Streamen von MP3- (.mp3), RealAudio- und RealVideo-Dateien (.rm, .ra, .rv). Durch einen entsprechenden Patch kann er aber zum Beispiel OggVorbis streamen.
- Helix DNA Producer